# Amphilectus flabellatus
Amphilectus flabellatus är en svampdjursart som beskrevs av Burton 1932. Amphilectus flabellatus ingår i släktet Amphilectus och familjen Esperiopsidae. Inga underarter finns listade i Catalogue of Life.